# ایکن
ایکن (به انگلیسی: Iken) یک روستا و محله مدنی در بریتانیا است که در Suffolk Coastal واقع شده‌است. ایکن ۱۰۱ نفر جمعیت دارد.